# اچ‌ام‌اس بلای (کی۴۶۷)
اچ‌ام‌اس بلای (کی۴۶۷) (به انگلیسی: HMS Bligh (K467)) یک کشتی بود که طول آن ۳۰۶ فوت (۹۳ متر) بود. این کشتی در سال ۱۹۴۳ ساخته شد.